# 時言
時言（16世紀—17世紀），號雲陽，廣西桂林府全州灌陽縣仁壽里人，明朝政治人物。

## 生平
時言是萬曆十三年（1585年）的舉人，十四年（1586年）會試中副榜，授上津教諭，陞安義知縣，路過廬江前往掃墓，協助居民贖回土地，遭仇家賄賂鹽官而遭降為四川布政使司都事，當時播州楊應龍叛亂，他上書《平播方略十事》，得四川巡撫李化龍嘉納，委派處理兵器，剩銀一千兩繳還公帑，平亂後敘功蒙欽賜賞銀十二兩，並進階一級，陞雲南永平知縣二年後辭官，僑居大理下關。

## 引用
1. 1 2  民國《灌陽縣志·卷十二·人物》：時言，號雲陽，萬厯乙酉舉人，丙戌乙榜進士，授湖廣上津縣教諭，陞江西安義令，道過南直廬江祭掃先塋，時田廬人口皆為虎里鬻盡，乃鳴縣贖回，被徽仇賂鹽院，論降蜀藩都事，時播州楊應龍反，言具平播方略十事，上中丞李化龍俱嘉納之，委除戎器剩銀一千兩繳還公帑，及平敘功蒙欽賞銀十二兩，敕見任者進階一級，陞滇之永平令二年解綬，僑寓大理下關，遊心玄理飄然遺世。
2. ↑  康熙《灌陽縣志·卷五·選舉》：時言，仁壽里人，（萬曆）丙戌會試副榜，舉人，任江西安義縣知縣。